# Блек-Рок (пустеля)
Блек-Рок (англ. Black Rock Desert) — пустеля на північному заході штату Невада, США. Частина Великого Басейну.

## Опис
Займає території площею 2600 км². Пустеля є частиною висохлого доісторичного озера Лахонтан, яке існувало 18—7 тис. р. до н. е. під час останнього льодовикового періоду. При максимальному заповненні озера близько 12,7 тис. років тому пустеля знаходилась на глибині 150 м. Нині є регіоном стоку річки Quinn River, води якої деколи покривають пустелю шаром води кільканадцять сантиметрів.
З 1990-х років у пустелі проводиться щорічний фестиваль Burning Man, на який у безлюдні райони пустелі з'їжджаються декілька десятків тисяч людей.

## Палеонтологія

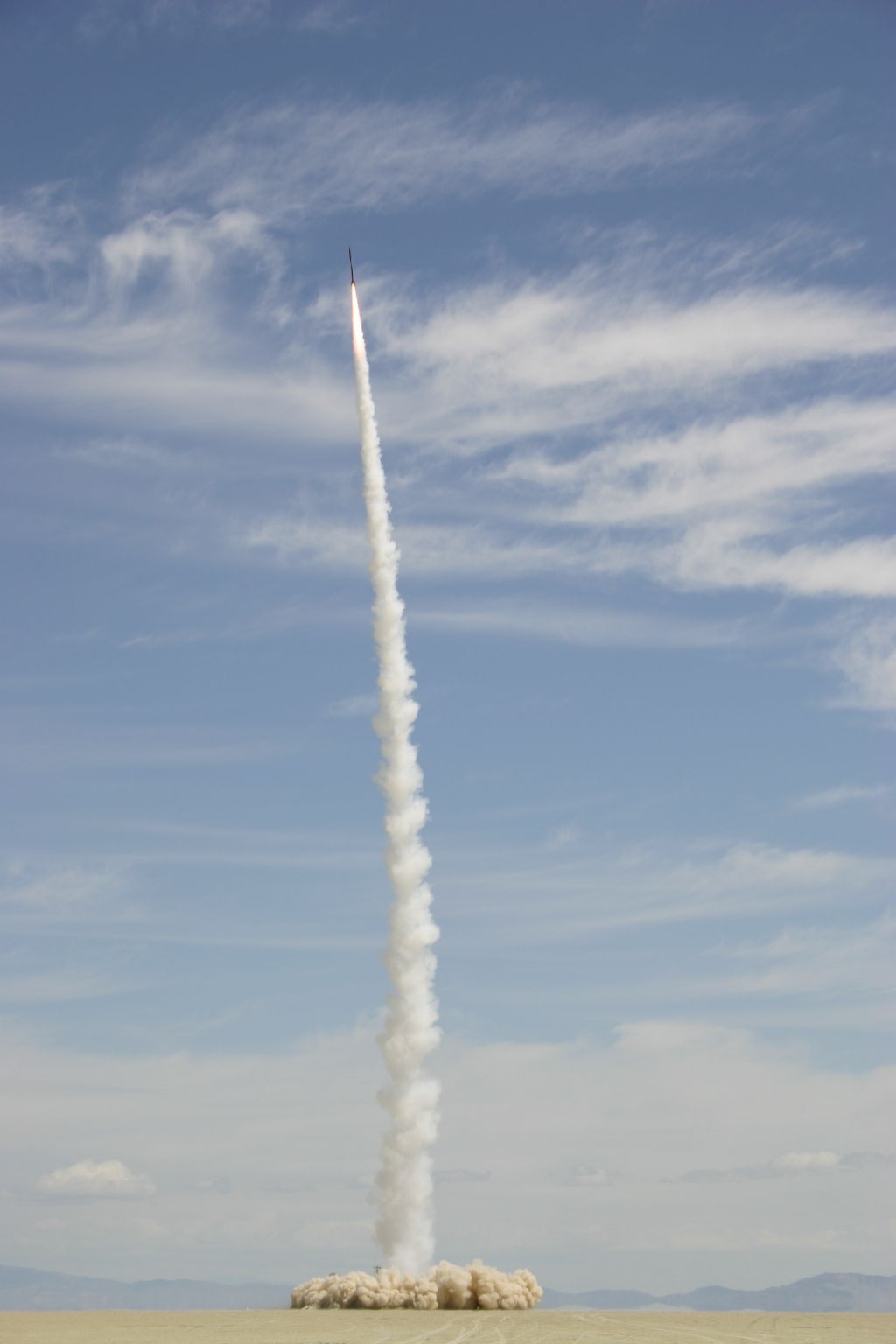
Запуск ракети CSXT Space Shot, 17 травня 2004 року

У 1979 році в пустелі були знайдені кістки мамонтів, що жили приблизно близько 20 000 р. до н. е. Копії кісток нині виставлені в державному музеї Невади.

## Рекорди

### Рекорди швидкості автомобілів
Оскільки поверхня пустелі є рівною, вона була використана як полігон для експериментальних наземних транспортних засобів. Було дві успішні спроби встановити рекорд швидкості на землі:
- У 1983 році Річард Нобл (англ. Richard Noble) на реактивному автомобілі Thrust2 встановив рекорд 1020,348 км/г.
- У 1997 році автомобіль Thrust SSC став першим і єдиним автомобілем, що перевершив швидкість звуку, досягнувши швидкості 1227,986 км/г.

### Ракетні запуски
Крім того, що пустеля є плоскою, віддаленість від населених пунктів та неконтрольований повітряний простір приваблюють аматорів ракетобудування.
- 23 листопада 1996 року Reaction Research Society запустило ракету на висоту 80 км, значний прорив у запуску аматорських ракет на той час.
- 17 травня 2004 року Civilian Space eXploration Team (CSXT) запустила ракету на висоту 116 км, яка була першою аматорською ракетою, що перетнула лінію Кармана — висоту у 100,00 км, щоб претендувати на статус космічного польоту.

## Галерея

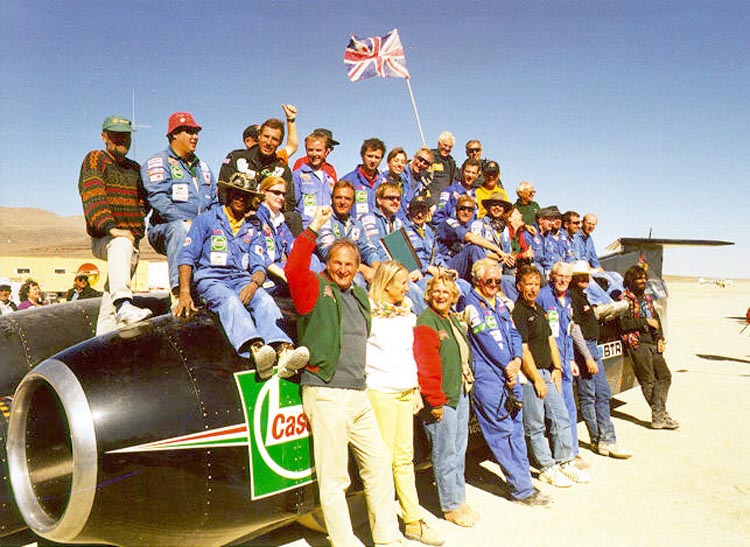
Команда Thrust SSC під час встановлення рекорду в 1997 році
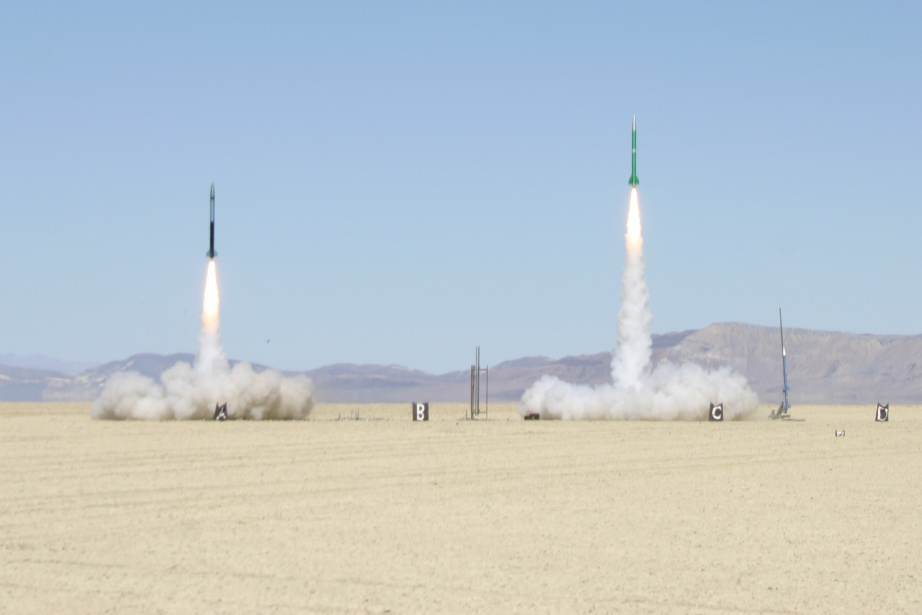
Запуск ракети
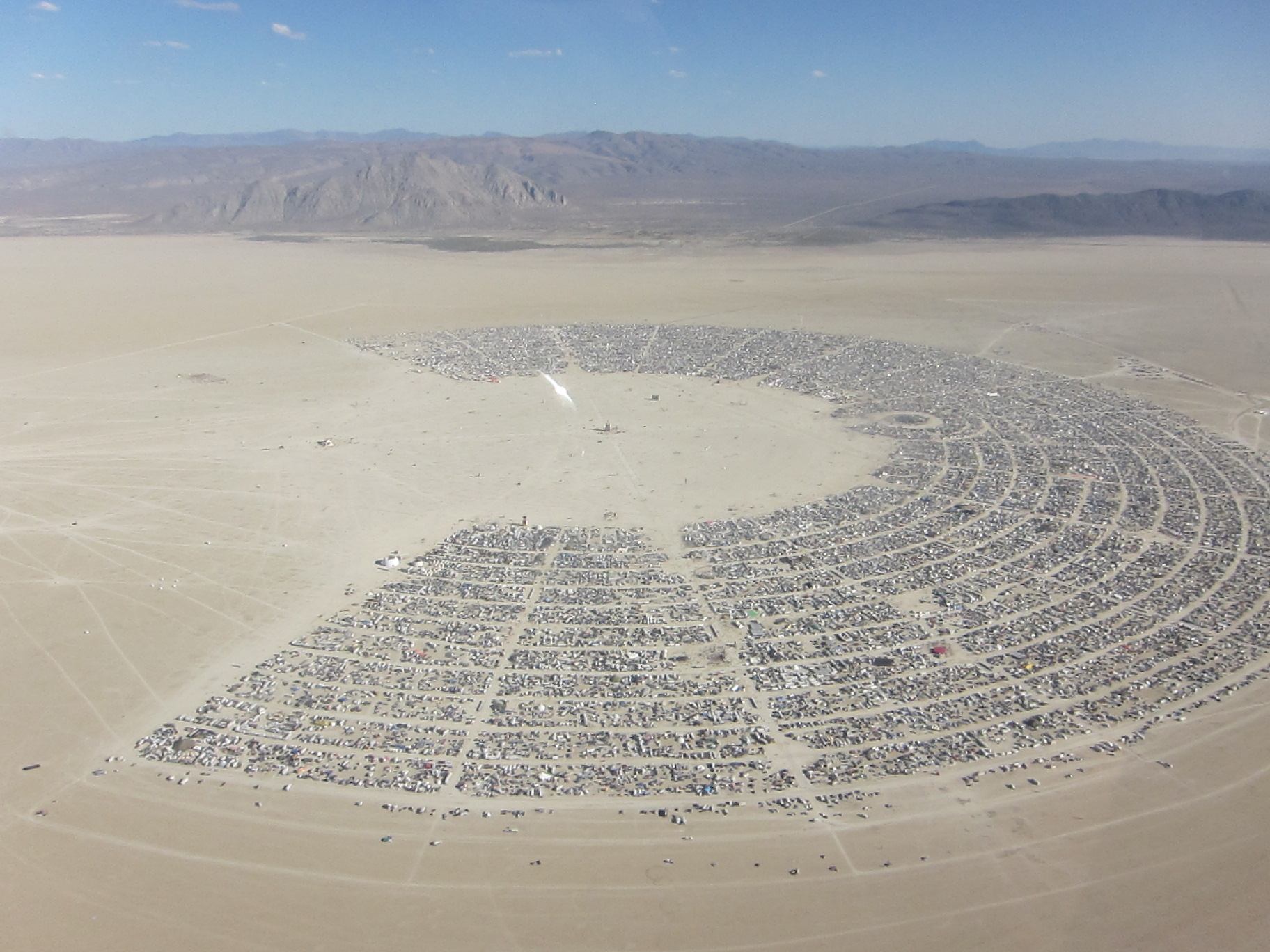
Фестиваль Burning Man
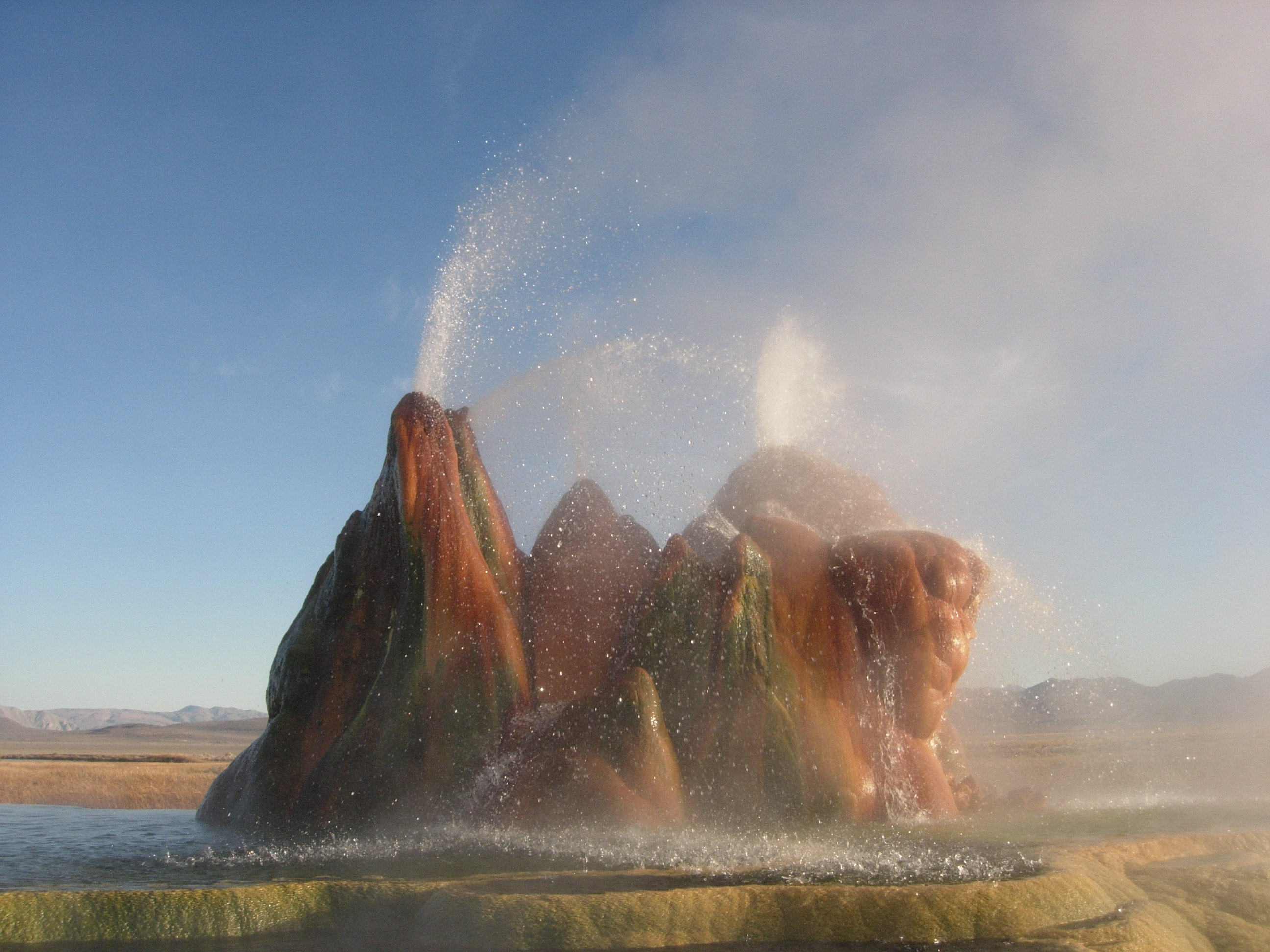
Гейзер Флай